# Jácome Raimundo de Noronha
Jácome Raimundo de Noronha (? - ?) foi um administrador colonial português.
Foi governador do Pará, de 27 de maio de 1630 a novembro de 1630.